# Taraxacum nitidum
Taraxacum nitidum  (лат.) — вид двудольных растений рода Одуванчик (Taraxacum) семейства Астровые (Asteraceae). Впервые описан группой ботаников во главе с А. Хагендейком в 1976 году.

## Распространение
Известен из Германии, Нидерландов и Великобритании. В Великобритании встречается рассеянно; возможно также, что вид был занесён в эту страну.

## Ботаническое описание
Листья с тёмными пятнами.

## Значение
Согласно британским источникам — сорное растение.